# Susceptibilidad a drogas de Mycobacterium tuberculosis mediante observación microscópica
La Susceptibilidad a drogas de Mycobacterium tuberculosis mediante observación microscópica (en inglés microscopic observation drug susceptibility o MODS) es una técnica de diagnóstico temprano de infección por Mycobacterium tuberculosis la cual resulta ser más rápida y barata que los medios de convencionales. Posee una sensibilidad y especificidad muy altas y combina dos procedimientos: La observación directa del bacilo y al mismo tiempo una prueba de sensibilidad a antibióticos de primera línea como isoniacida y rifampicina para descartar alguna cepa TB-MDR (multidrogorresistente).
La utilización por parte del MODS de un medio de crecimiento líquido en lugar de uno sólido permite acortar el tiempo de diagnóstico de 3 a 1 semana. Se visualiza sin extraer de la placa de cultivo en un microscopio invertido para disminuir el riesgo de contaminación.

## Historia del MODS
El descubrimiento de las características de la detección del crecimiento de Mycobacterium tuberculosis que llevó al desarrollo del MODS se atribuye al trabajo de Luz Caviedes bajo la supervisión de Robert Gilman en sus laboratorios en la Universidad Peruana Cayetano Heredia, Lima, Perú. La subsecuente evaluación operacional y el perfeccionamiento de la metodología del MODS fue el resultado del esfuerzo combinado de la colaboración de investigación internacional centrado en la Universidad Peruana Cayetano Heredia, la Escuela Bloomberg de Salud Pública de la Universidad Johns Hopkins y el Imperial College de Londres. La progresiva implementación del MODS por los laboratorios de referencia nacional de Perú por parte del Instituto Nacional de Salud y el Programa Nacional de Control de la Tuberculosis tiene el fin de optimizar el desarrollo de este método más aún en aquellos lugares con recursos limitados.